# 滑舌光舌鮭
滑舌光舌鮭，為輻鰭魚綱水珍魚目小口兔鮭科的其中一種，為深海魚類，分布於東太平洋美國奧勒岡州到加利福尼亞灣海域，棲息深度100-690公尺，體長可達15公分，棲息在表層至中層水域，生活習性不明。